# Водонапорная станция (Звежинец)
Водонапорная станция (пол. Dworzec Wodociągowy) — историческое здание, находящееся на углу улиц Сенаторской, 1 и Ловецкой, 2 в историческом районе Звежинец, Краков, Польша. Охраняемый памятник Малопольского воеводства.
В 1866 году президент Кракова Юзеф Детл выступил с инициативой строительства водонапорной башни для водоснабжения города. В 1899 году по проекту инженера Романа Каетана Ингардена началось строительство водонапорной башни, которая, как предполагалось, использовала бы подземные воды районов Беляны и Пшегожалы. 14 февраля 1901 года была основана организация «Городское водоснабжение имени Франца Иосифа I». Первым директором этой организации стал Т. Ящуровский.
В 1913 году возле водонапорной башни закончилось строительство здания, которое стало использоваться для администрации краковских гидротехнических служб. Это здание стало называться как «Водонапорная станция». Здание было спроектировано архитектором Яном Жимкомским.
19 сентября 1996 года Водонапорная станция была внесена в реестр памятников культуры Малопольского воеводства (A-1042).
В настоящее время в здании находится администрация «Городского предприятия водоснабжения и канализации S.A.».

## Источник
- Joanna Czaj-Waluś Zabytki architektury i budownictwa w Polsce. Kraków, Krajowy Ośrodek Badań i Dokumentacji Zabytków, 2007, ISBN 83-922906-8-2
- Encyklopedia Krakowa, red. Antoni Henryk Stachowski, PWN 2000, ISBN 83-01-13325-2